# 니드스탕

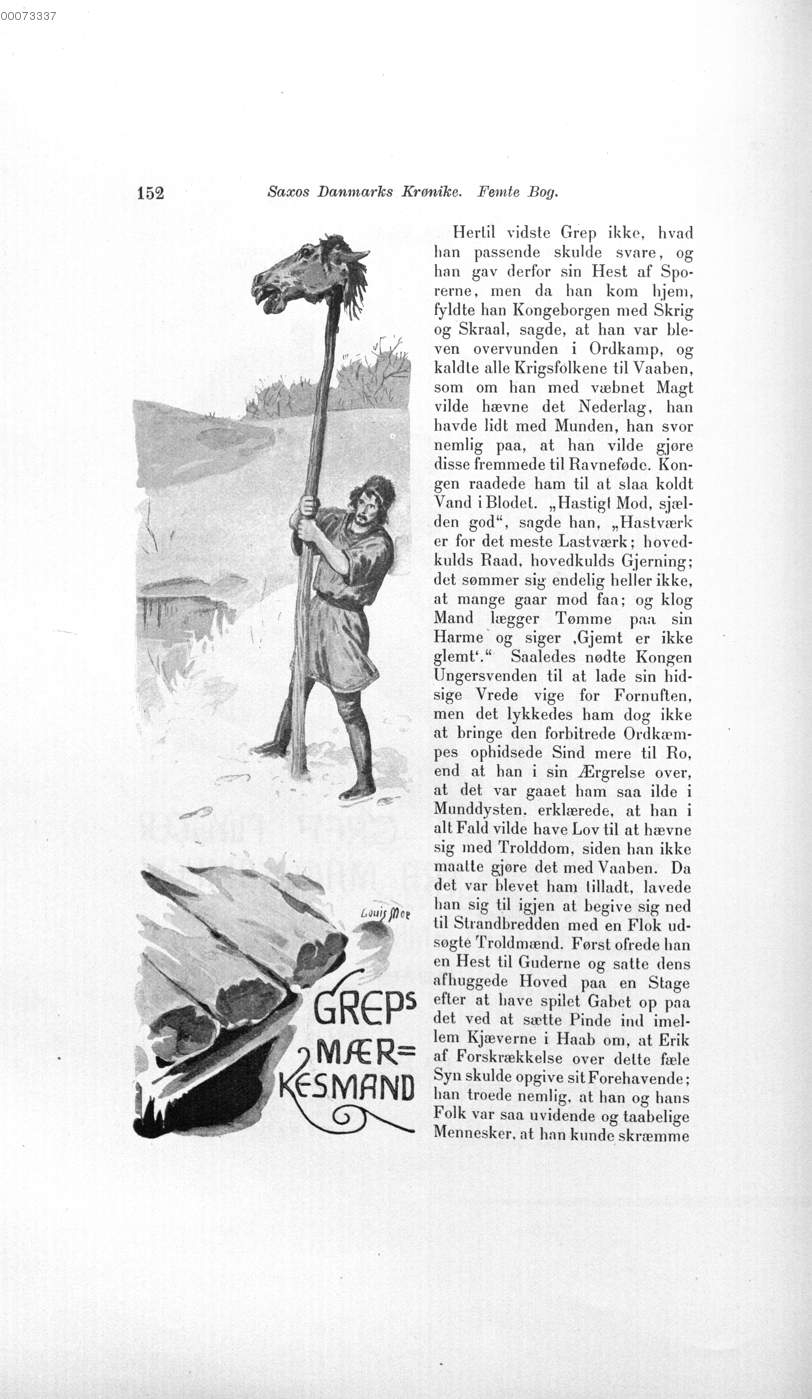

니드스탕(고대 노르드어: níðstang)은 게르만 이교에서 남에게 저주를 걸 때 세우던 장대이다.

## 특징
니드스탕은 긴 나무 장대 위에 막 참수된 말 머리를 달아놓은 형태이다. 방향은 저주를 거는 상대에게 똑바로 향하며 저주 내용을 장대에 룬 문자로 새겨넣기도 한다.

### 사례
에길의 사가에 니드스탕을 만들고 저주를 거는 장면이 묘사된다.
아이슬란드의 Vatnsdæla saga에는 핀보기(Finbogi)가 홀름강가에 나타나지 않자 요쿨(Jǫkul)이 핀보기가 비겁하다며 니드스탕을 세우는 장면이 나온다. 요쿨은 사람 머리를 조각하여 마법을 건 룬 문자가 새겨진 말뚝 위에 달고, 암말을 죽인 후 말뚝을 암말의 유방 속에 놓은 후 머리를 핀보기의 집에 향하게 놓는다.

## 현대 사례
아이슬란드에는 현대에도 니드스탕을 세우는 일이 벌어지고 있으며, 이 전통은 아이슬란드 정착 이후 끊이지 않고 지속된 것으로 여겨진다. 대표적인 예로는 자신이 에길 스칼라그림손의 직계 후손이라고 주장하는 빌뒤달뤼르(Bíldudalur)에 거주하는 농부가 다른 지역 주민을 저주하는 니드스탕을 세운 일이다. 니드스탕에는 송아지의 머리가 붙어있었으며 저주의 대상인 주민이 사회에서 쫓겨나거나 죽기 전까지는 결코 휴식을 취할 수 없을 것이라는 노트가 붙어있었다. 니드스탕을 세운 까닭으로는 지역 주민이 농부의 강아지를 운송수단으로 치는 사고를 냈기 때문으로 알려져있다. 이 사건은 살해 협박으로 경찰에 신고되었다.
2006년 노르웨이의 지역 정치인은 지역 선거에 대한 시위 방법으로 염소 머리를 단 니드스탕 몇개를 세웠다.
2016년 4월 4일 아이슬란드에서는 당시 총리 시그뮌뒤르 다비드 귄뢰이그손의 사퇴를 요구하는 집회에서 시위대가 말린 대구 머리를 단 니드스탕을 즉흥적으로 만들어 세웠다.
2020년 4월 3일 아이슬란드 알팅그 건물 앞 스비드 2개를 단 니드스탕이 세워졌다. 장대 위에는 아이슬란드 정부가 아이슬란드의 코로나19 범유행이 일어나는 도중에 간호사 임금을 낮추는 등 여성 노동 계급을 안 좋게 대우하고 있다고 주장하는 글이 써져있었다. 장대는 알팅그에게 이 상황을 해결하라는 저주를 걸었다.

## 같이 보기
- 마제